# Roberto Pazos
Roberto Pazos (Buenos Aires, 1961) es un ilustrador, pintor y artista plástico argentino radicado en Bruselas. Sus ilustraciones se publicaron en diarios y revistas de Argentina, España y Bélgica. 
El estilo de sus ilustraciones, al igual que el de sus pinturas, remite a las estéticas de los años 20, al suprematismo, al cubismo, a ciertas tendencias modernistas de esa época, incluso al expresionismo: Se lo podría definir como "modernismo retro".

## Biografía

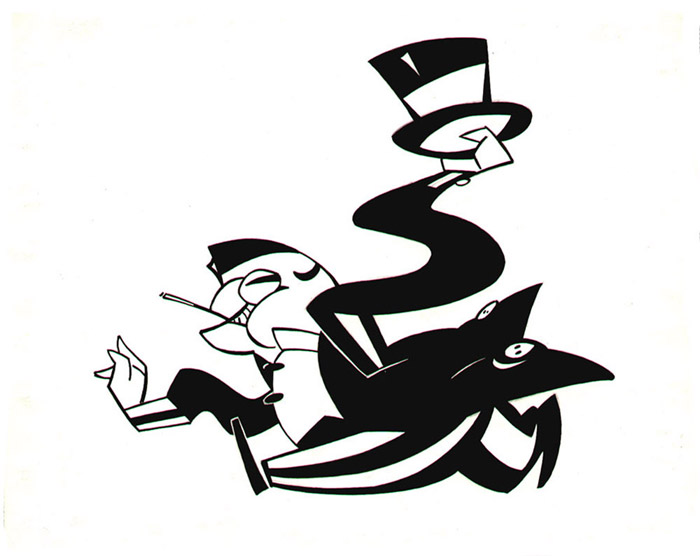
Mac Manu en frac, ilustración.

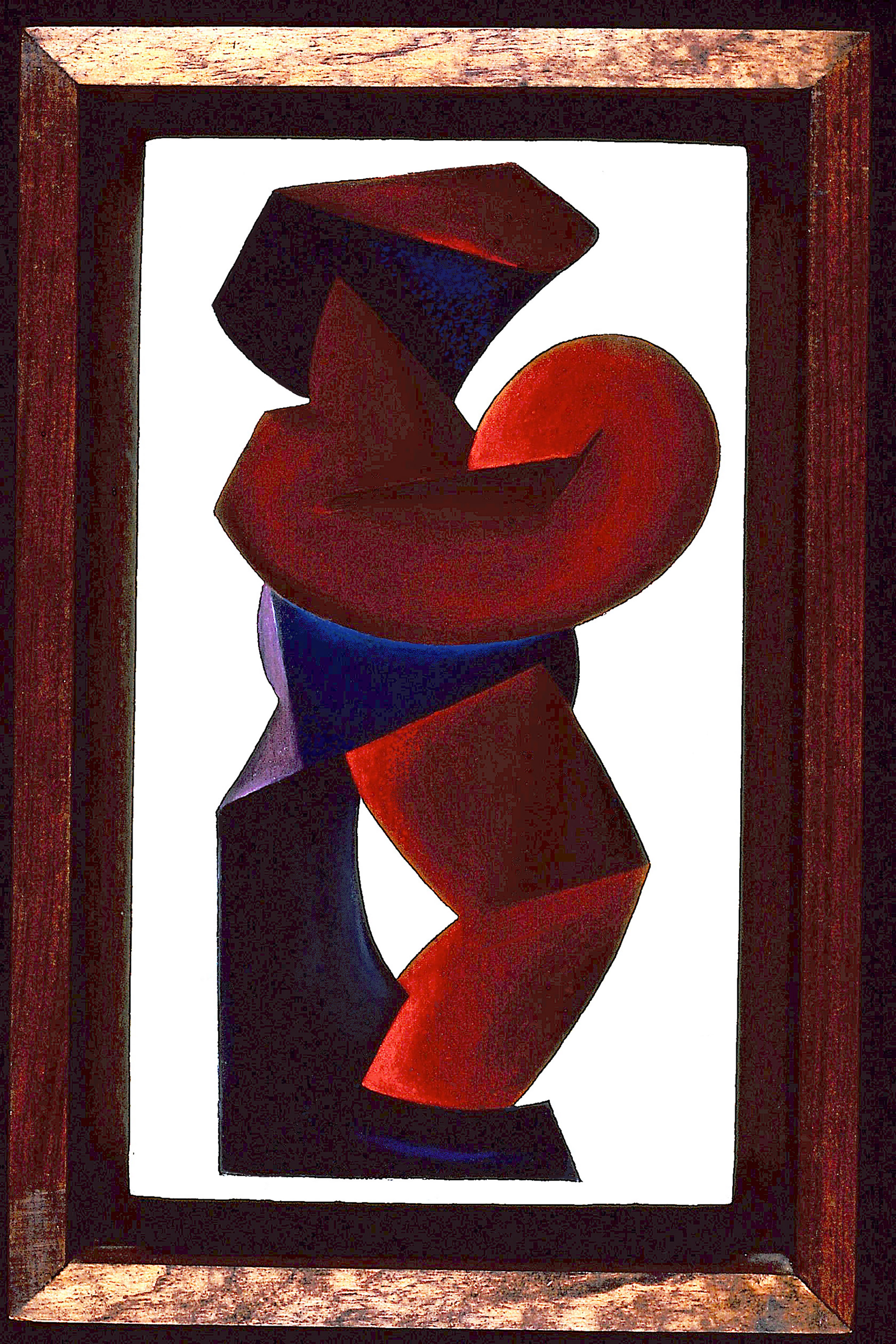
Puglilista, pintura al óleo sobre madera- año 1988.

Cursó estudios en la Escuela de Bellas Artes Manuel Belgrano, luego participó del taller de Roberto Aizenberg.

### Inicios profesionales en Argentina
Realizó su primera muestra de pintura en 1988 (Galería Vermeer).
En 1990 realiza una nueva exposición de pinturas en la galería Vermeer, esta vez junto a Nessy Cohen y Nicolás Guagnini.
En 1993 expone en una muestra colectiva “La visión suspendida”  en el Casal de Catalunya, concebida con la idea de crear, sino una escuela, al menos un vínculo estético, principalmente metafísico entre sus participantes: Había obras de Batlle Planas, Roberto Aizenberg, Cohen , Guagnini, Mazzuchelli  y Soibelman.
Para la ocasión Pazos escribe sobre el estilo de su maestro Aizenberg, aludiendo a una manera de pintar común a los integrantes de la muestra:

Esa ‘lisura’ en la superficie del cuadro estima la ausencia de traza, del trabajo de la mano, por la presencia espectral de la imagen.

Paralelamente a sus trabajos de pintura, publicaría ilustraciones en varias revistas de la época, Entre 1986 y 1987 colabora como ilustrador para la revista cultural “El Porteño”, creada por Gabriel Levinas. En más de una ocasión, entre 1983 y 1988, Pazos trabaja como ilustrador para la revista política y cultural “Crisis”, asesorada por los escritores Eduardo Galeano y Osvaldo Soriano.
En marzo de 1987 Pazos realizó la portada y los dibujos que ilustran el Nº 8 de la revista "Vuelta-sudamericana", publicación literaria fundada y dirigida por el premio Nobel de Literatura Octavio Paz.

### Su trabajo en España
A principios de la década del ’90 emigra a Barcelona, comienza publicando ilustraciones para el diario “El País”, medio en el cual publicará durante ocho años, cubriendo una amplia gama de temas. Ilustra portadas para el suplemento literario “Babelia” editado a nivel nacional.
Participa en la edición catalana “Quadern”. Hasta 1996, ilustrará casi todas las portadas del suplemento “El País Extra” (Cataluña). Además de ilustrar para, revista "Visual, magazine de diseño, creatividad gráfica y comunicación", "Diari de Barcelona", "El Observador de la Actualidad" y otras publicaciones.
En 1996, la editorial “Enciclopedia Catalana” en su colección “La Galera” le propone ilustrar el libro de cuentos para niños “La capseta dels petons” ( editado también en español como “La cajita de los besos”) de la escritora Antonia Savall.

### Radicación en Bélgica
En 1999 se traslada a Bruselas, donde reside actualmente. Allí comienza a trabajar ilustrando para el periódico "La Libre Belgique" desde el año 2000.
Poco después, en abril de 2001, expone ilustraciones en "Librairie Galerie Gavilan", Bruselas.   
A continuación, del 20 de septiembre al 12 de octubre de 2001, en “La Maison de l'Amerique Latine”, se realiza la exposición “Roberto Pazos, Peintures, illustrations et impressions digitales”, en la misma ciudad. 
El editorial de la muestra destaca:

Decidimos trabajar con los elementos estéticos heredados de este importante movimiento artístico que fue el Art Nouveau para Bélgica a principios de siglo. Y encomendamos esta tarea a un talentoso ilustrador, Roberto Pazos, cuya experiencia y trayectoria dan testimonio de una impresionante vitalidad y creatividad. Ilustrador de origen argentino, dio sus primeros pasos en Buenos Aires, antes de embarcarse en este gran viaje de cruzar el Océano Atlántico. En España, puerta natural de Europa, trabajó durante más de ocho años en "El País", antes de llegar a Bélgica, donde ya realizaba ilustraciones para el diario belga "Cultura Libre".

En 2002, desde el 17 de mayo de 2002 al 7 de junio, expone sus “Dibujos sobre la globalización” en el Club “Achille Chavée”.
En 2004, expone sus ilustraciones en la galería "Novo", Bruselas. 
Desde el año 2005 publica en la revista franco-belga Spirou.
En 2006, esta revista le encarga coordinar, la publicación del número 3562, dedicada a historietistas argentinos. Publicaron sus tiras; Sergio Langer, Liniers, Max Cachimba, Maxi Luchini, Gustavo Roldán (h), Sergio Kern y Edgardo Carosia entre otros. Colaboró en la coordinación el dibujante Elenio Pico
Pazos continuaría publicando en Spirou hasta el año 2008.
Durante los años 2015 - 17, colabora como ilustrador para el grupo de prensa belga " Reflexion Medical Network ", responsable de 12 publicaciones dedicadas a la medicina general y la farmacéutica. Crea la mascota del grupo, llamada "Dr. Medi-Sphere", que será utilizada para todo tipo de presentaciones, conferencias y catálogos de promoción médica.
Desde entonces, continúa desarrollando su trabajo para distintas revistas y publicaciones.

## Publicaciones

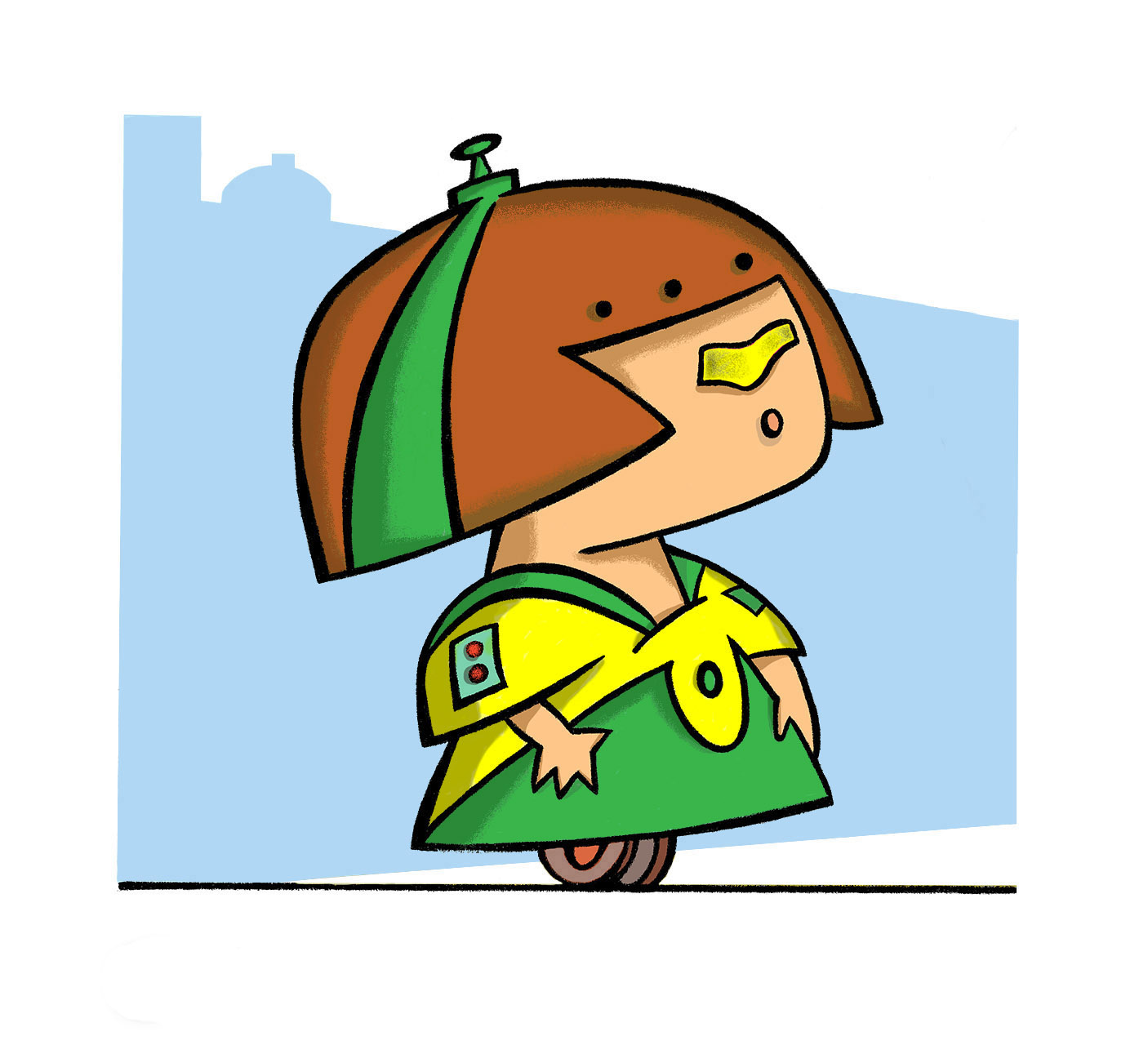
Un robot llamado Rita, ilustración.

Publicó sus ilustraciones en distintos países.

### En Argentina
- "El Porteño" (revista) desde 1986 a 1987[18]
- "Crisis" (revista)[1]
- "Vuelta" (revista)[18][19]
- "Diario de poesía" (revista)[18][20]* "Diario de poesía" (revista)[18][21]

### En España
- "El País" desde 1992 a 1999
- "El Observador"
- "Diari de Barcelona"
- "Visual" (revista)[22]
- "Lateral" (revista)[23]
- "La Municipal" (revista)
- "La Enciclopedia Catalana" (Libro)
- La cajita de los besos - de M. Antonia Savall (Libro infantil)[24]

### En Bélgica
- "La Libre Belgique” desde 2000 a 2005[25][26][27]
- "Journal Spirou" (revista de historietas) Ediciones Dupuis- Bélgica - desde 2005 a 2008[28]
- "Journal du Medecine" (periódico)
- "La Tribune de Bruxelles" (revista)[29]
- "Le Soir Junior" (revista)
- "Le Soir Victor" (revista)
- "Bizz magazine" (revista)
- "Le Soir magazine" (revista)
- "Le Ligueur" (revista)
- "Plus magazine" (revista)
- "Pepper Plug" (revista)
- "Familles" (revista)
- "La Libre Essentielle" (revista)
- Medi-Sphère (revista)[30]

### En otros países
- "Question de Femmes" (revista) (en Francia)
- "The Creation Lab - Website production company" (Web) (En Inglaterra)